# Petit-Lancy
Le Petit-Lancy est une localité qui fait partie de la commune de Lancy, dans le canton de Genève, en Suisse.

## Infrastructures sportives
Le Petit-Lancy possède un stade de football appelé Lancy-Florimont, le stade de l'équipe du Lancy FC.
De plus, un club de football, le CS italien, s'est établi au Petit-Lancy. Son stade est situé au Bois de la Bâtie.

## Personnalités nées, ayant vécu ou décédées au Petit-Lancy
- Stéphane Blet[1]